# Lista de unidades federativas do Brasil por segurança alimentar
Esta é uma lista de unidades federativas do Brasil por segurança alimentar, ou seja, o percentual de domicílios particulares brasileiros que se encontravam em condição de segurança alimentar no ano de 2013 segundo o Instituto Brasileiro de Geografia e Estatística (IBGE). São domicílios em condição de segurança alimentar aqueles onde os moradores tiveram acesso aos alimentos em quantidade e qualidade adequadas e sequer se sentiam na iminência de sofrer qualquer restrição no futuro próximo.
O Brasil é uma república federativa formada pela união de 26 estados federados e do Distrito Federal. De acordo com o IBGE, o estado com o maior índice de segurança alimentar é o Espírito Santo, com 96,6% dos domicílios atendendo aos critérios. Por outro lado, no Maranhão era a unidade federativa com a menor taxa, de 50%. Nesse estado, 19,7% dos domicílios apresentavam situação de insegurança alimentar moderada ou grave, o maior valor do Brasil, cabendo ressaltar ainda que apresentava, em 2022, a maior incidência de pobreza e a maior taxa de mortalidade infantil do Brasil.

## Condição de segurança alimentar

Mapa das unidades federativas do Brasil por porcentagem de domicílios em condição de segurança alimentar no ano de 2022.

| + 90% + 80% + 70% | + 60% + 50% até 50% |

| Posição | Unidade federativa  | Domicílios em condição de segurança alimentar |
| ------- | ------------------- | --------------------------------------------- |
| 1       | Espírito Santo      | 98,5%                                         |
| 2       | Santa Catarina      | 96,1%                                         |
| 3       | São Paulo           | 95,2%                                         |
| 4       | Distrito Federal    | 95%                                           |
| 5       | Rio Grande do Sul   | 93,9%                                         |
| 6       | Paraná              | 93%                                           |
| 7       | Rio de Janeiro      | 92,6%                                         |
| 8       | Mato Grosso do Sul  | 92,1%                                         |
| 9       | Minas Gerais        | 91,4%                                         |
| 10      | Mato Grosso         | 90,6%                                         |
| 11      | Goiás               | 90,3%                                         |
| 16      | Rio Grande do Norte | 90,3%                                         |
| 13      | Pernambuco          | 87,6%                                         |
| 12      | Rondônia            | 83,8%                                         |
| 14      | Amapá               | 81,2%                                         |
| 15      | Acre                | 78,4%                                         |
| 17      | Sergipe             | 75,6%                                         |
| 18      | Roraima             | 72,2%                                         |
| 19      | Alagoas             | 71,4%                                         |
| 20      | Ceará               | 70,5%                                         |
| 21      | Paraíba             | 69,5%                                         |
| 22      | Tocantins           | 69,7%                                         |
| 23      | Bahia               | 68,2%                                         |
| 24      | Pará                | 66,2%                                         |
| 25      | Amazonas            | 59,1%                                         |
| 26      | Piauí               | 54,4%                                         |
| 27      | Maranhão            | 50%                                           |

### Regiões por condição de segurança alimentar
| Posição | Região do país      | Domicílios em condição de segurança alimentar |
| ------- | ------------------- | --------------------------------------------- |
| 1       | Região Sudeste      | 85,5%                                         |
| 2       | Região Sul          | 85,1%                                         |
| 3       | Região Centro-Oeste | 81,8%                                         |
| 4       | Região Norte        | 63,9%                                         |
| 5       | Região Nordeste     | 61,9%                                         |

## Condição de insegurança alimentar moderada ou grave

Mapa das unidades federativas do Brasil por porcentagem de domicílios em situação de insegurança alimentar moderada ou grave no ano de 2013.

|  |  |

| Posição | Unidade federativa  | Domicílios em situação de insegurança alimentar moderada ou grave |
| ------- | ------------------- | ----------------------------------------------------------------- |
| 1       | Maranhão            | 19,7%                                                             |
| 2       | Piauí               | 15,0%                                                             |
| 3       | Pará                | 13,5%                                                             |
| 4       | Acre                | 13,3%                                                             |
| 5       | Bahia               | 12,9%                                                             |
| 6       | Amazonas            | 11,8%                                                             |
| 7       | Alagoas             | 11,7%                                                             |
| 9       | Paraíba             | 11,5%                                                             |
| 11      | Sergipe             | 11,3%                                                             |
| 10      | Ceará               | 12,5%                                                             |
| 12      | Roraima             | 11,4%                                                             |
| 13      | Amapá               | 10,0%                                                             |
| 14      | Tocantins           | 9,1%                                                              |
| 15      | Pernambuco          | 7,1%                                                              |
| 16      | Goiás               | 5,5%                                                              |
| 8       | Rio Grande do Norte | 5,4%                                                              |
| 17      | Mato Grosso         | 5,1%                                                              |
| 18      | Mato Grosso do Sul  | 4,4%                                                              |
| 19      | Minas Gerais        | 4,2%                                                              |
| 20      | Rio de Janeiro      | 4,1%                                                              |
| 21      | Rio Grande do Sul   | 2,7%                                                              |
| 22      | Paraná              | 2,5%                                                              |
| 23      | Rondônia            | 2,4%                                                              |
| 24      | Espírito Santo      | 2,1%                                                              |
| 25      | São Paulo           | 1,6%                                                              |
| 26      | Santa Catarina      | 1,6%                                                              |
| 27      | Distrito Federal    | 1,1%                                                              |